# Чивидате Камуно
Чивида̀те Каму̀но (на италиански: Cividate Camuno, на източноломбардски: Hiidà, Хиида) е малко градче и община в Северна Италия, провинция Бреша, регион Ломбардия. Разположено е на 275 m надморска височина. Населението на общината е 2734 души (към 2013 г.).